# Woodpark Office
株式會社木公園辦公室（Woodpark Office）是聲優林原惠的個人事務所。目前只有林原惠所屬。

## 概要
林原惠美離開ARTSVISION後，於1999年6月成立。
主營業務為管理工作。
員工有負責管理的森香代。
該公司曾經與KING RECORDS位於同一地址，但截至2020年1月，它位於東京的某個地方。